# 8827 Kollwitz
8827 Kollwitz eller 1988 PO2 är en asteroid i huvudbältet som upptäcktes den 13 augusti 1988 av den tyske astronomen Freimut Börngen vid Tautenburg-observatoriet. Den är uppkallad efter den tyska tecknaren, grafikern och skulptören, Käthe Kollwitz.